# Classe Shimane Maru
La classe Shimane Maru est une classe de deux porte-avions d'escorte auxiliaires construits pour la Marine impériale japonaise pendant la Seconde Guerre mondiale. Quatre conversions supplémentaires auraient été envisagées mais jamais réalisées. Bien que les deux navires aient été lancés, seul un a été achevé, et resté peu de temps en service actif avant d'être détruit.

## Histoire

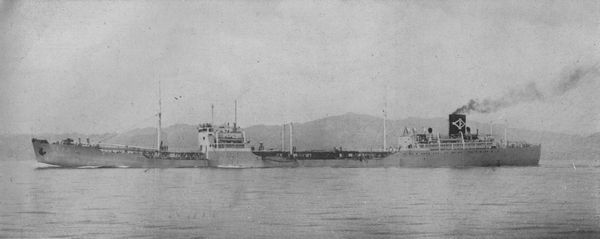
Le Ryūhō Maru (ex.-Daiju Maru) dans l'après-guerre.

## Liste des navires de la classe
| Navire                   | Chantier                                    | Quille posée      | Lancement        | Commissionné le               | Sort                                              |
| ------------------------ | ------------------------------------------- | ----------------- | ---------------- | ----------------------------- | ------------------------------------------------- |
| Shimane Maru (しまね丸)  | Chantier de Kawasaki Heavy Industries, Kobe | 8 juin 1944       | 17 décembre 1944 | 28 février 1945               | Coulé le 24 juillet 1945 par un avion britannique |
| Ōtakisan Maru (大瀧山丸) | Chantier de Kawasaki Heavy Industries, Kobe | 18 septembre 1944 | 14 janvier 1945  | Jamais entré en service actif | Démoli en 1948                                    |

- Le Shimane Maru entre en service le 28 février 1945 mais est coulé le 24 juillet 1945 par un avion britannique dans la baie de Shido dans la préfecture de Kagawa[1] aux coordonnées 34° 20′ 10″ N, 134° 10′ 15″ E. Sa carcasse a été renflouée Naniwa en 1948.

- La construction de l’Ōtakisan Maru était achevée à 70 % quand il a dérivé sur une mine le 25 août 1945 et a coulé. Sa carcasse a été renflouée à Kobe en 1948.

- Daiju Maru (大邱丸?) - Quille posée Kawasaki le 18 décembre 1944, construction arrêtée en février 1945. Sa construction a repris une fois vendu le 19 octobre 1949, et rebaptisé Ryūhō Maru (隆邦丸?). Démoli à Yokosuka en mai 1964.

- Taisha Maru (大社丸?) - Annulé en 1944.